# Marc Eckō's Getting Up: Contents Under Pressure
 (décembre 2014).
Si vous disposez d'ouvrages ou d'articles de référence ou si vous connaissez des sites web de qualité traitant du thème abordé ici, merci de compléter l'article en donnant les références utiles à sa vérifiabilité et en les liant à la section « Notes et références ».
Marc Eckō's Getting Up: Contents Under Pressure est un jeu vidéo multiplateformes lancé aussi bien sur PC que sur PlayStation 2 et Xbox (sans oublier une version sur portable) le 17 février 2006. 
L'action se déroule dans la ville imaginaire de New Radius, monde dans lequel toute liberté d'expression est bannie et dont le gouvernement tyrannique a pour pire ennemi le graffiti. C'est donc autour de ce thème, le tag, que se centre tout l'intérêt du jeu où l'on incarnera Trane, un jeune graffeur qui en utilisant son talent de tagueur (qui évoluera au fil du jeu) pour dénoncer et chasser le CCK (gouvernement) de son emprise sur la ville. Les 20 niveaux divisés en sous-niveaux du jeu alternent entre des phases de combat, de l'infiltration et bien évidemment de l'action où vous affronterez des agents de police CCK et les agents de nettoyage.
Jeu d'action et d'aventure, Marc Eckō's Getting Up se classe dans la catégorie des jeux underground, c'est-à-dire dans l'ambiance de la culture urbaine et hip-hop. 
Le nom de Marc Ecko provient du nom du graffeur surtout connu pour la ligne de vêtements qu'il a fondée : Eckō Unlimited.

## Bande-son originale
1. Mobb Deep - Survival of the Fittest
2. RJD2 - Welcome to New Radius
3. Rakim - 'Getting Up Anthem, Part 1 [avec interviews]
4. Thomas Rusiak - Throne of Redemption
5. DJ Nature - Dulces' Theme
6. Nina Simone - Sinnerman
7. Mobb Deep - Shook Ones, Part 1 [Instrumental]
8. Fort Minor - There They Go
9. Bohannon - Save Their Souls
10. Mobb Deep - Survival of the Fittest [Mega Mix]
11. Polyrhythm Addicts - Motion 2000 [Instrumental]
12. Roots Manuva - Chin High [Mega Mix]
13. Mobb Deep - Survival of the Fittest [Instrumental]
14. Kasabian - Club Foot [Instrumental]
15. Del Tha Funkee Homosapien - Catch A Bad One [Instrumental]
16. Grand Wizard Theodore - Subway Theme
17. Liquid Liquid - Cavern
18. Notorious BIG - Who Shot Ya [Serj Tankian Mega Mix]
19. Notorious BIG - Who Shot Ya [Serj Tankian Instrumental]
20. RJD2 - Vandal Squad [Laylo Mix]
21. PackFM - Click, Clack and Spray
22. DJ Nature - Dulces' Theme [Instrumental]
23. Big Momma Thornton - I Smell A Rat [Mega Mix]
24. PackFM - Click, Clack and Spray [Instrumental]
25. Big Momma Thornton - I Smell A Rat
26. Bohannon - Save Their Souls [Instrumental]
27. Del Tha Funkee Homosapien - Catch A Bad One
28. DJ Nature - Bomba's Theme [Remix]
29. Roots Manuva - Too Cold
30. Eric B & Rakim - Follow The Leader
31. Eric B & Rakim - Follow The Leader [Instrumental]
32. Rakim - Getting Up Anthem, Part 1
33. Glen Brown - Version 78 Style
34. Jane's Addiction - Mountain Song
35. Kasabian - Club Foot
36. Mobb Deep - Shook Ones, Part 2
37. Kasabian - Club Foot [Mega Mix]
38. RJD2 - Opening Scene
39. Bloc Party - Helicopter
40. Pharoahe Monch - Book of Judges
41. DJ Vadim - Aural Prostitution
42. Sixtoo - BoxCutter Emporium, Part 2
43. DJ Nature - CCK Turf
44. Isaac Hayes - Walk On By [Instrumental]
45. Roots Manuva - Chin High
46. Rhymefest - Wanted
47. Jane's Addiction - Mountain Song [Instrumental]
48. DJ Nature - Bomba's Theme [Remix Instrumental]
49. Rakim - Getting Up Anthem, Part 1 [Instrumental]
50. RJD2 - Still Free Crew!
51. Eddie Kendricks - My People Hold On
52. Fort Minor - There They Go [Instrumental]
53. RJD2 - VaNR Turf
54. Notorious BIG - Who Shot Ya [Serj Tankian Remix]
55. RJD2 - Hello My Name Is 9_06